# Club d'aviron Urdaibai
Maillots
Dernière mise à jour : 27 juin 2011.

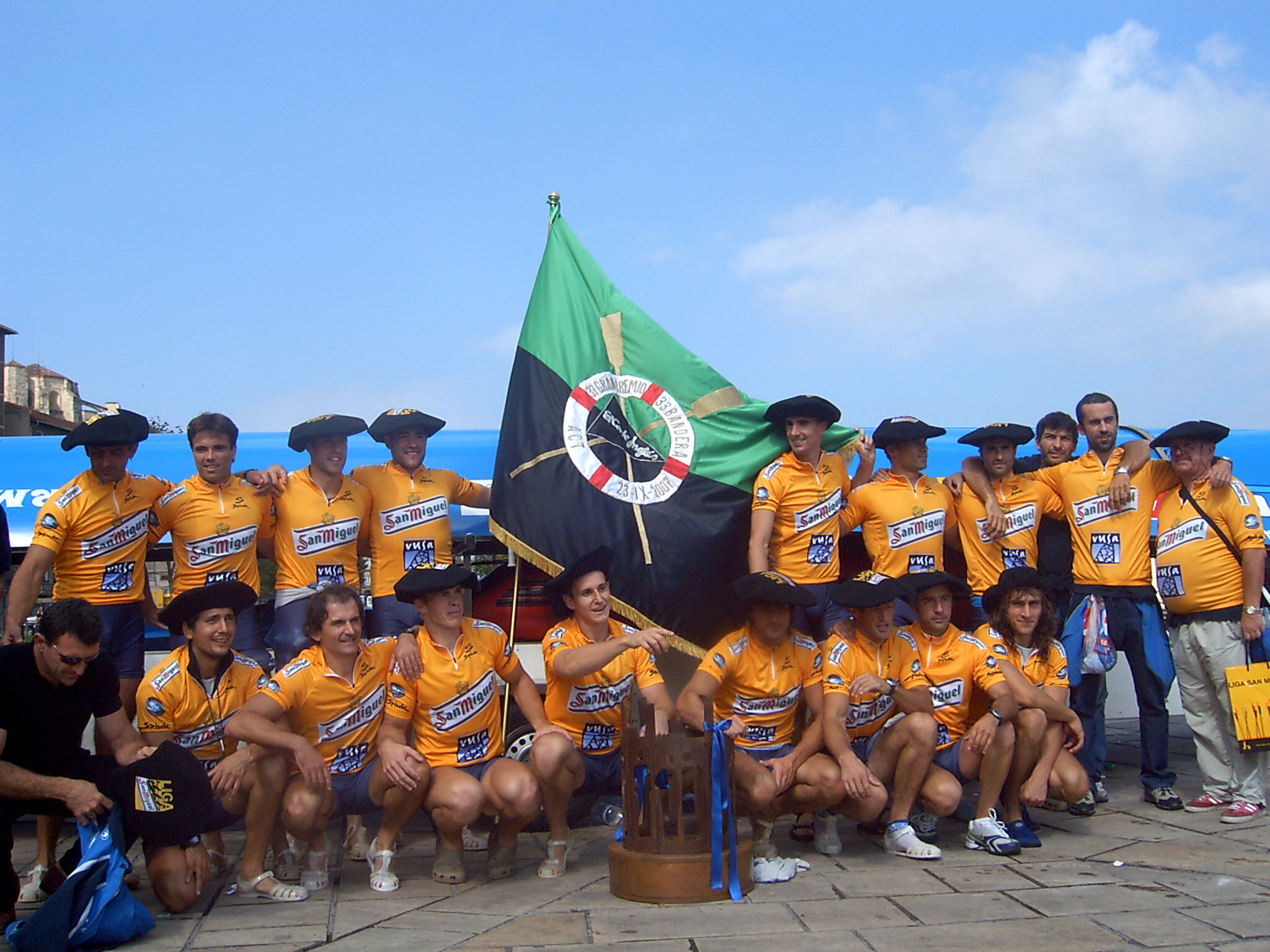
Équipage de la traînière Bou Bizkaia

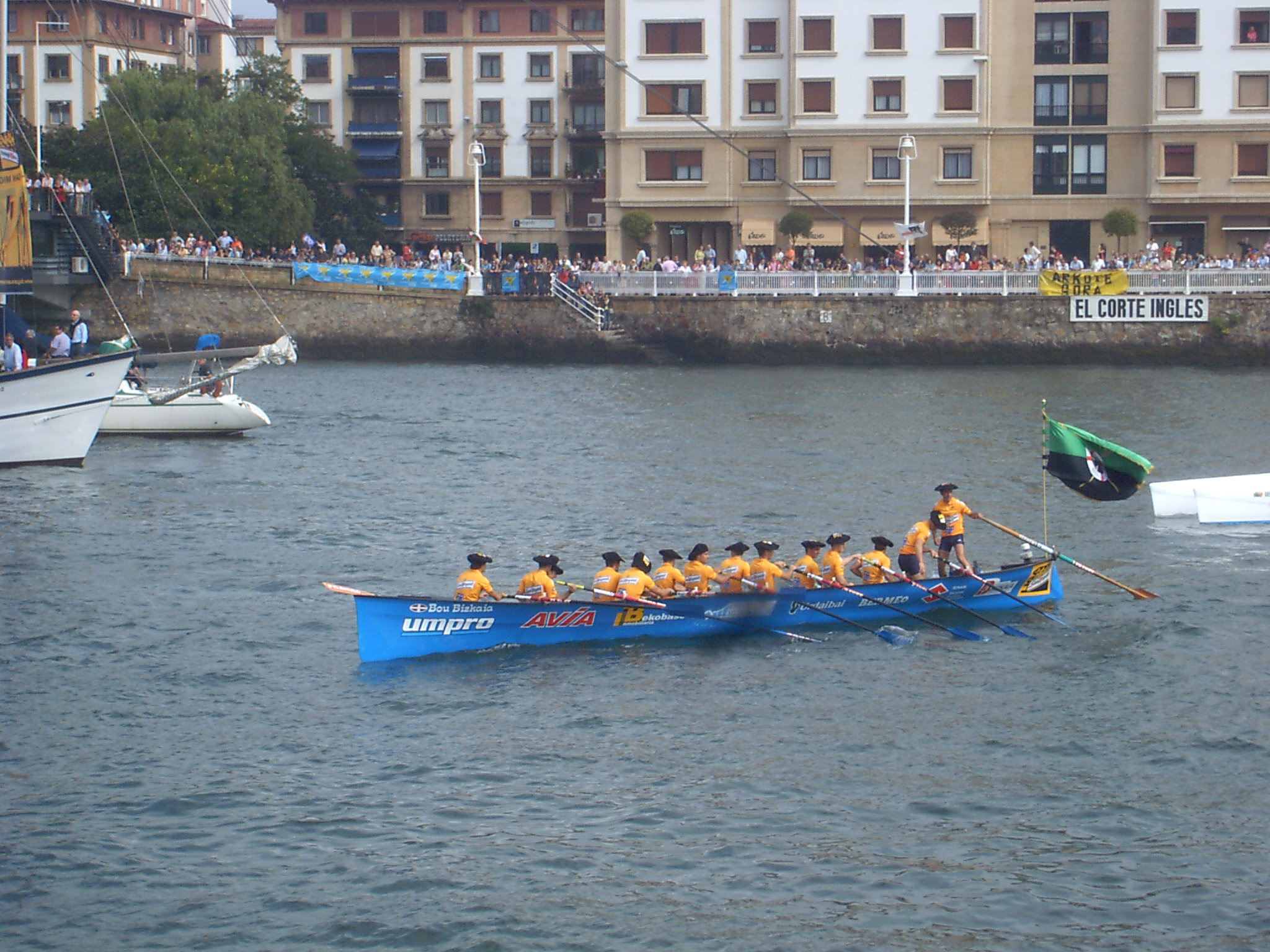
La traînière Bou Bizkaia à Portugalete en 2007.

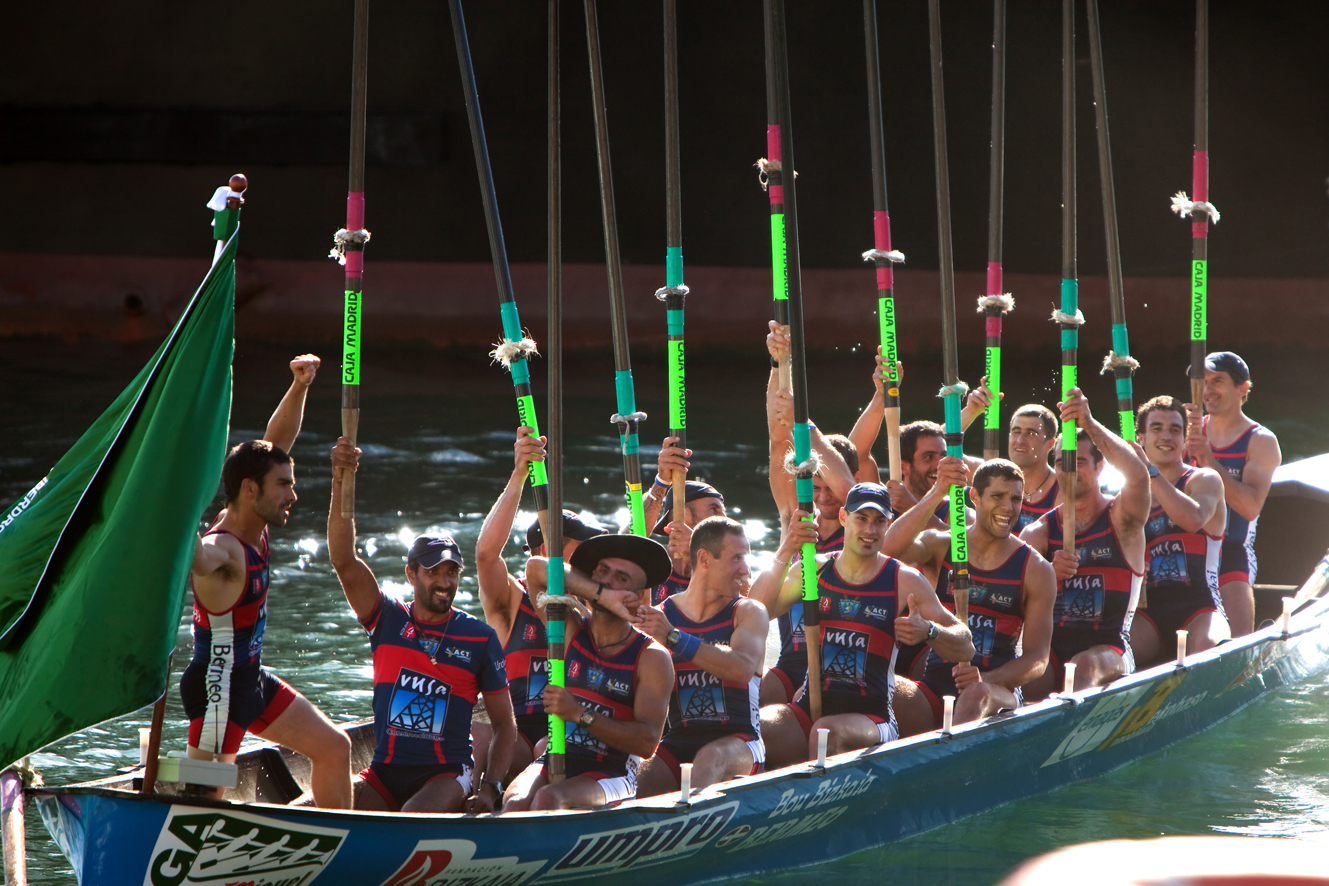
Équipage de la traînière Bou Bizkaia du club Urdaibai.

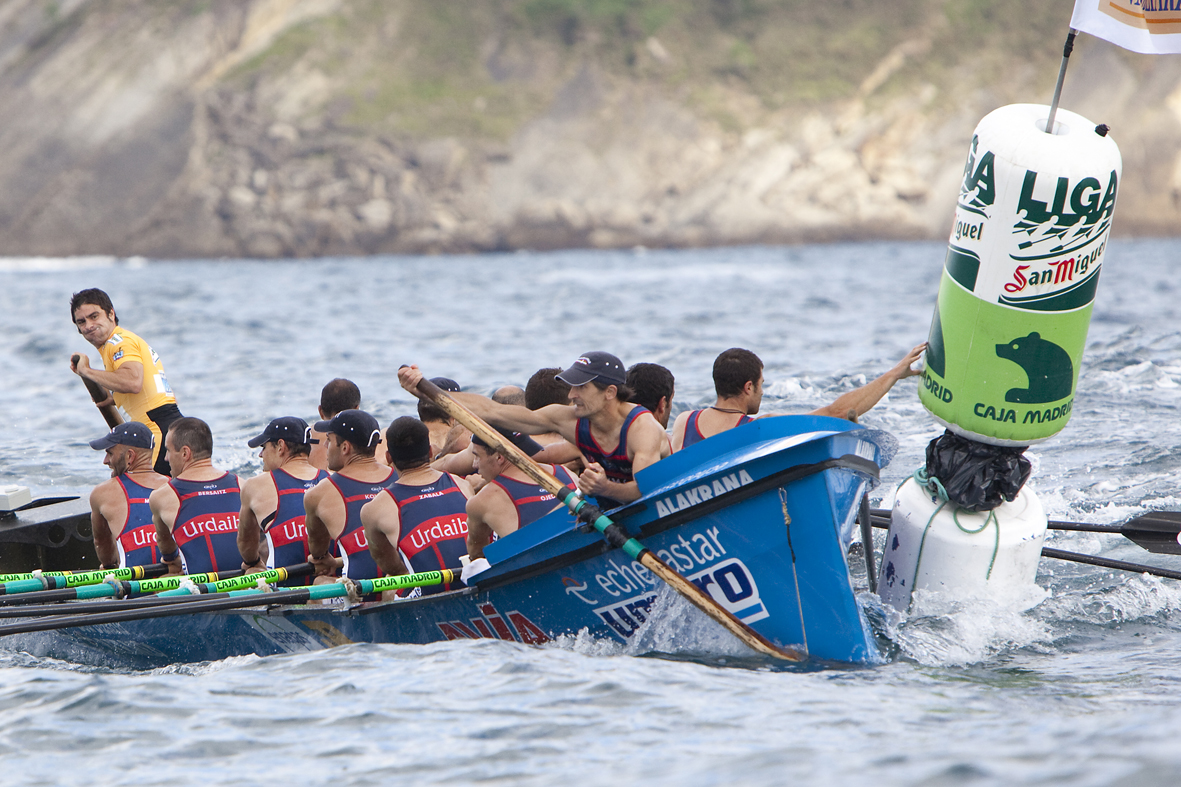
Virage de la traînière Bou Bizkaia lors d'une épreuve de la Ligue San Miguel.

Urdaibai Arraun Elkartea (Club d'Aviron Urdaibai en euskara) est un club d'aviron apparu lors de la fusion en 1992 des clubs respectifs d'Elantxobe, de Mundaka et de Bermeo.
Il prend part aux différentes compétitions de traînières (dont celles de la Ligue ACT) avec le nom d'Urdaibai-Campos-Avia et sa trainière Bou Bizkaia. Tant elle que ses rameurs portent la couleur bleue.

## Palmarès
- 4 Ligue ACT: 2004, 2007, 2008 et 2010.
- 1 Championnat d'Espagne de trainières: 2007.
- 2 Drapeau de La Concha: 2010 et 2011.
- 1 Drapeau de Santander: 2002.
- 3 Championnat de trainières d'Euskadi: 2007, 2008 et 2011.
- 7 Championnat de Biscaye de trainières: 1999, 2001, 2002, 2003, 2004, 2007, 2008.
- 1 Drapeau Petronor: 1999.
- 3 Drapeau d'Elantxobe: 2001, 2002, 2004.
- 3 Drapeau de Getxo: 1999, 2002, 2010.
- 1 Drapeau de Portugalete: 1999.
- 1 Drapeau de Pontejos: 1999.
- 1 Drapeau de Santurtzi: 1999.
- 1 Drapeau Villa de Bilbao: 2002.
- 1 Drapeau Telefónica: 2004.
- 1 Drapeau de Lekeitio: 2005.
- 1 Memorial Bilbao: 2006.
- 1 Drapeau du Port de Pasajes: 2006.
- 1 Drapeau de Zarautz: 2007.
- 1 Memorial Andoni Zubiaga: 2007.
- 1 Drapeau Marina de Cudeyo: 1999.
- 4 Drapeau de Plentzia: 1999, 2000, 2002, 2007.
- 3 Drapeau de Flavióbriga: 2004, 2007, 2008.
- 3 Drapeau de Hondarribia: 2007, 2008, 2010.
- 3 Drapeau de Marina de Cudeyo-Grand Prix Dynasol: 2007, 2008, 2010.
- 1 Drapeau de Laredo: 2007.
- 1 Drapeau Inmobiliaria Orio: 2007.
- 3 Drapeau de Bermeo: 2007, 2008, 2010.
- 1 Drapeau d'El Corte Inglés: 2007.
- 3 Drapeau de Motriko: 2008, 2010 et 2011.
- 1 Drapeau de Mundaka: 2008.
- 1 Drapeau del Agua: 2008.
- 1 Drapeau Rianxeira: 2008.
- 1 Drapeau Confrérie de San Pedro: 2008.
- 1 Descente d'Hondarribia: 2009.
- 1 Memorial Julián Enrique: 2010.
- 1 Descente de la Bidasoa: 2010.
- 1 Descente de San Pedro: 2010.
- 1 Drapeau de Isuntza: 2010.
- 1 Drapeau de Zumaia: 2010.
- 1 Régate Sprint Fondation Gizakia: 2010.

### Sources
- (es)/(eu) Cet article est partiellement ou en totalité issu des articles intitulés en espagnol « Club de Remo Urdaibai » (voir la liste des auteurs) et en basque « Urdaibai Arraun » (voir la liste des auteurs).